# Krutniv, Kremeneț
Krutniv (în ucraineană Крутнів) este un sat în comuna Lopușne din raionul Kremeneț, regiunea Ternopil, Ucraina.

## Demografie
Componența lingvistică a localității Krutniv
     Ucraineană (99,68%)
     Alte limbi (0,32%)
Conform recensământului din 2001, majoritatea populației localității Krutniv era vorbitoare de ucraineană (99,68%), existând în minoritate și vorbitori de alte limbi.